# Ramón Ignacio Fernández
Ramón Ignacio Fernández (Formosa, 3 dicembre 1984) è un calciatore argentino naturalizzato cileno, centrocampista del San Antonio Unido.

## Caratteristiche tecniche
È un trequartista.

## Palmarès
- Campionato argentino: 1

Estudiantes (LP): 2010 (A)
- Coppa del Cile: 2

Universidad de Chile: 2012-2013
Colo-Colo: 2016
- Campionato cileno: 2

Universidad de Chile: 2014 (A)
Colo-Colo: 2017 (T)